# سوبر سماش برذرز براول
سوبر سماش بروس براول (بالإنجليزية: Super Smash Bros. Brawl)‏ هو الجزء الثالث لسلسلة ألعاب فيديو سوبر سماش برذرز القتالية والانتقالية، والذي طواره شركة سورا ونشاره شركة نينتندو على نظام الوي للألعاب الفيديو. يعرف اللعبة في اليابان كـ « دايرانتوه سوماسشوه بورازازو إكّوسو » (باليابانية: 大乱闘スマッシュブラザーズX أي « عراك الإخوة سماش العظيم X » حارفياً).
هي لعبة قتال ابطال الألعاب المشهورة Hمثله: سونيك سوبر ماريو سنيك وتتعدد في أكثر من 30 لاعب وأكثر من 40 حلبه مع قدرة تصميم الحلبات والتحدي في الأونلاين
براول مود:
هو القتال الحر أو الشجار وتستطيع اللعب ما بين 2-4 شخصيات مع تعدد الخيارات
كلاسيك مود:
هو القتال القديم اللذي كان في الجزء الأول من اللعبة ولا تنتقل إلى الجزء الأول
ساب سبيس إيمسري :
وهو القصة التي تجري في اللعبة

## الشخصيات
| المقاتلـ(ـة)      | السلسلة             |
| ----------------- | ------------------- |
| R.O.B.            | سلسلة روبوت نينتندو |
| آيك               | فاير إمبلم          |
| أميرة بيتش        | سوبر ماريو          |
| أميرة زيلدا/شيك   | ذا ليجند أوف زيلدا  |
| الآيس كلايمبر     | آيس كلايمبر         |
| القنفذ سونيك      | القنفذ سونيك        |
| باوزر             | سوبر ماريو          |
| بت                | كيد إكروس           |
| بيكاتشو           | بوكيمون             |
| تون لينك          | ذا ليجند أوف زيلدا  |
| جانوندورف         | ذا ليجند أوف زيلدا  |
| جيغليباف          | بوكيمون             |
| دونكي كونج        | دونكي كونج          |
| ديدي كونج         | دونكي كونج          |
| زيرو سوت ساموس    | مترويد              |
| ساموس أران        | مترويد              |
| سوليد سنيك        | ميتال غير           |
| فالكو لومباردي    | ستار فوكس           |
| فوكس ماكلاود      | ستار فوكس           |
| كابتن أوليمار     | بيكمن               |
| كابتن فالكون      | إف-زيرو             |
| كيربي             | كيربي               |
| لوكاريو           | بوكيمون             |
| لوكاس             | إرثباوند (أو ماثر)  |
| لويجي             | سوبر ماريو          |
| لينك              | ذا ليجند أوف زيلدا  |
| مارث              | فاير إمبلم          |
| ماريو             | سوبر ماريو          |
| مدرب البوكيمون    | بوكيمون             |
| مستر جيم أند واتش | جيم أند واتش        |
| ملك ديديدي        | كيربي               |
| ميتا نايت         | كيربي               |
| نيس               | إرثباوند (أو ماثر)  |
| واريو             | واريو (وسوبر ماريو) |
| وولف أودونيل      | ستار فوكس           |
| يوشي              | يوشي (وسوبر ماريو)  |

## روابط خارجية
- سوبر سماش برذرز براول على موقع IMDb (الإنجليزية)